# Arbeitsunfall

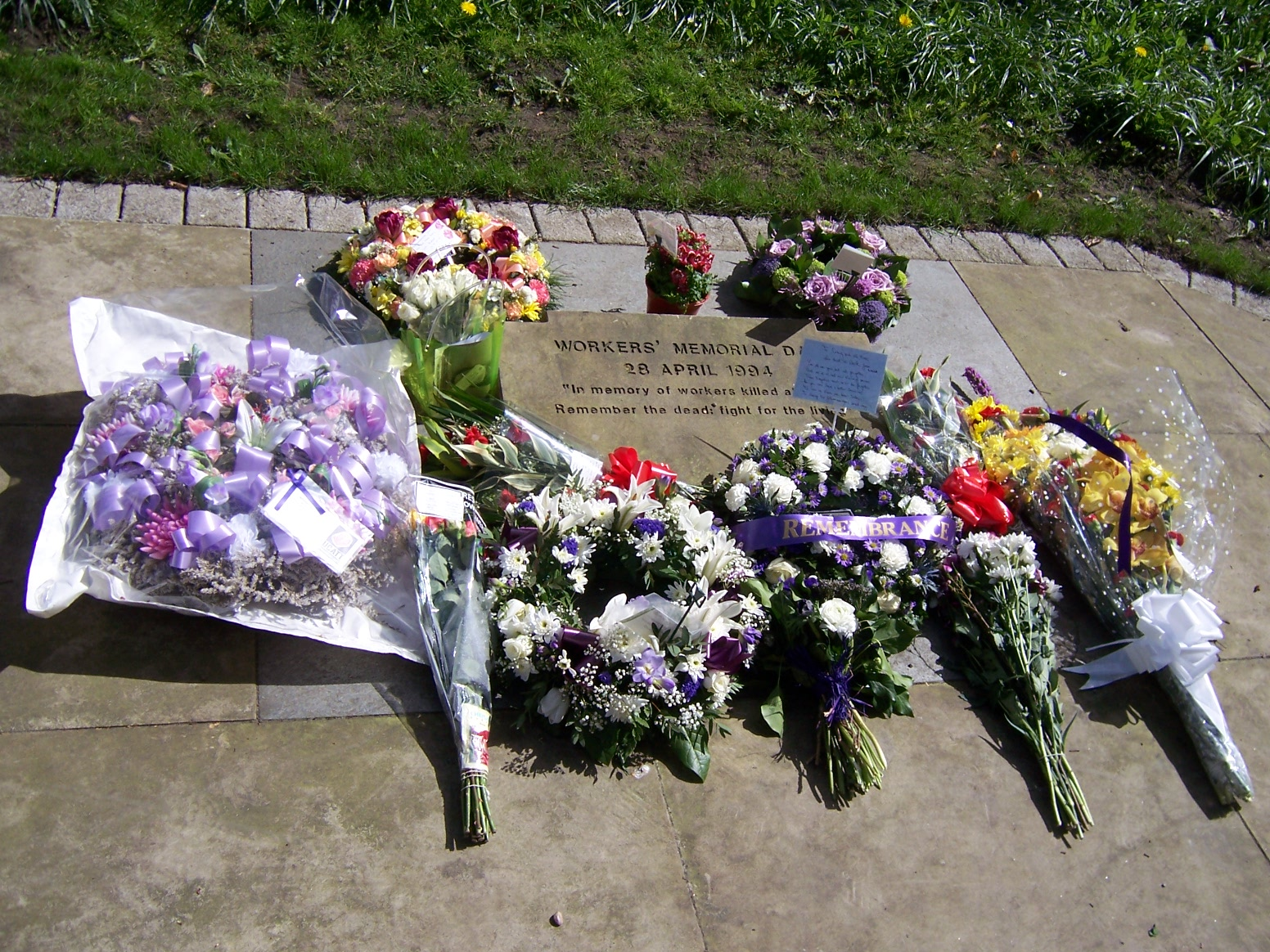
Gedenktafel für bei der Arbeit ums Leben gekommene Arbeiter in Manchester (England)

Ein Arbeitsunfall (auch Betriebsunfall, Berufsunfall oder bei Beamten Dienstunfall) ist nach der Definition der gesetzlichen Unfallversicherung in Deutschland ein Unfall eines Arbeitnehmers, den dieser während direkt mit der Arbeit verbundenen Tätigkeiten erleidet, so z. B. während der Arbeitszeit, einer Dienstreise oder auf dem Arbeitsweg.

## Allgemeines
Ein Arbeitsunfall liegt nach § 8 Abs. 1 Satz 1 SGB VII vor, wenn eine versicherte Person infolge einer Tätigkeit nach § 2 SGB VII, § 3 SGB VII oder § 6 SGB VII (sogenannte versicherte Tätigkeit) einen Unfall erleidet. Unfälle sind nach § 8 Abs. 1 Satz 2 SGB VII zeitlich begrenzte, von außen auf den Körper einwirkende Ereignisse, die zu einem Gesundheitsschaden oder zum Tod führen. Der Arbeitsunfall umfasst innerbetriebliche Arbeitsunfälle (z. B. bei Tätigkeiten in Produktion und Verwaltung), außerbetriebliche Arbeitsunfälle (etwa bei Montagetätigkeiten und auf Dienstreisen) und Wegeunfälle (auf dem Arbeitsweg nach und von dem Arbeitsort). Der Arbeitsunfall geschieht während der Arbeitszeit (§ 8 Abs. 1 SGB VII). Trotzdem ist auch der Wegeunfall dem Arbeitsunfall gleichgestellt (§ 8 Abs. 2 Nr. 1 SGB VII), auch wenn der Arbeitsweg nicht zur Arbeitszeit zählt.
Der Arbeitsunfall ist von den rein privaten Haushalts-, Freizeit-, Sport- und Verkehrsunfällen ohne Bezug zu einer beruflichen Tätigkeit zu unterscheiden. Die soziale Absicherung im Falle eines Arbeitsunfalls ist weltweit in vielen Sozialversicherungssystemen gesetzlich geregelt. Insbesondere die Voraussetzungen für das Vorliegen eines Arbeitsunfalls, der Leistungsumfang sowie das medizinische System sind länderspezifisch unterschiedlich.

## Deutschland

### Träger und Verfahren
Versicherungsträger der gesetzlichen Unfallversicherung sind die gewerblichen Berufsgenossenschaften, die Unfallkassen des Bundes und der Länder sowie der Sozialversicherung für Landwirtschaft, Forsten und Gartenbau (die ehemaligen Landwirtschaftlichen Berufsgenossenschaften).

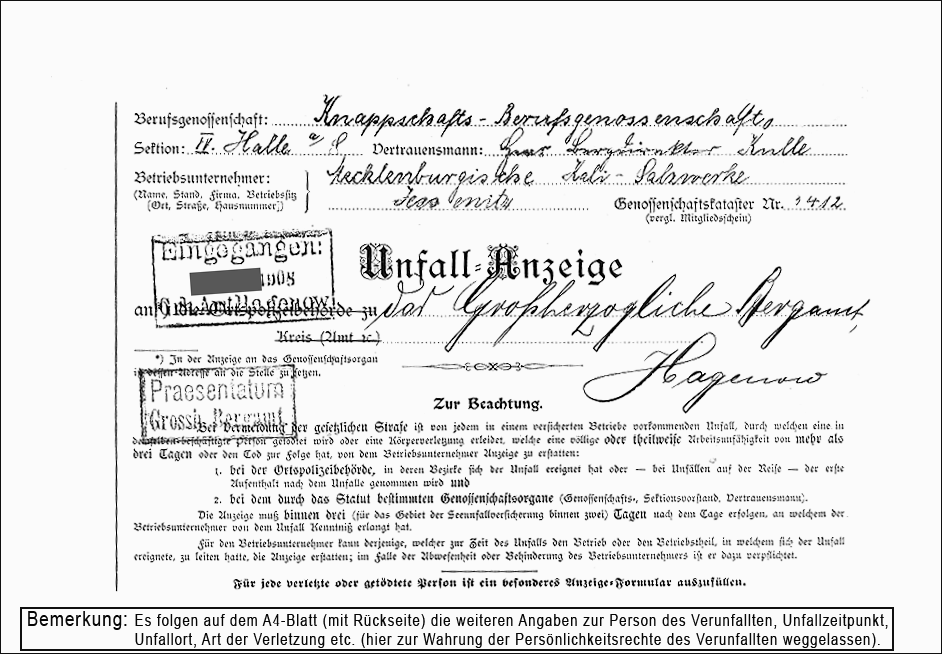
Unfallanzeige aus dem Jahr 1908

Soweit eine Prüfung ergibt, dass ein Arbeitsunfall vorliegt, sind entsprechende Leistungen von den Behandlungskosten bis zur Rente im Fall schwerwiegender Unfallfolgen vom zuständigen Unfallversicherungsträger von Amts wegen zu erbringen, d. h., es ist keine Antragstellung erforderlich, jedoch bestehen Meldepflichten (Unfallanzeige).
Mit einer Unfallanzeige hat der Unternehmer einen Unfall, der zu einer unfallbedingten Arbeitsunfähigkeit von mehr als drei Kalendertagen oder zum Tod führt, binnen drei Tagen an die Versicherungsträger zu übersenden. Zusätzlich hat bei Unfällen in Unternehmen, die der allgemeinen Arbeitsschutzaufsicht unterstehen, der Unternehmer eine Durchschrift der Anzeige der für den Arbeitsschutz zuständigen Behörde zu übersenden (§ 193 Abs. 7 SGB VII), dies trifft bis auf wenige Ausnahmen, z. B. landwirtschaftliche Betriebe ohne Arbeitnehmer, auf alle Betriebe zu. Die jeweils zuständige Behörde für Arbeitsschutz lässt sich im Zweifel auf der Seite der BAuA oder der Seite des LASi finden.
In den meisten Fällen erfahren die Unfallversicherungsträger von einem Unfall durch einen Bericht des Durchgangsarztes. Allgemeinmediziner und Orthopäden melden den Unfall ebenfalls, haben den Patienten jedoch bei einer Behandlungsbedürftigkeit von mehr als einer Woche oder bei Arbeitsunfähigkeit an einen sogenannten Durchgangsarzt zu überweisen.

### Abgrenzungen
Arbeitsunfälle sind nach § 8 Abs. 1 S. 1 SGB VII „Unfälle von Versicherten infolge einer den Versicherungsschutz nach §§ 2, 3 oder 6 begründenden Tätigkeit (versicherte Tätigkeit)“. Zur Anerkennung eines Arbeitsunfalls muss man demnach unter anderem die Tatbestandsmerkmale „versicherte Person“, „versicherte Tätigkeit“ und „Unfall“ erfüllen. Der Unfallbegriff in der gesetzlichen Unfallversicherung ist dabei an ganz bestimmte Anforderungen gebunden. Nach § 8 Abs. 1 S. 2 SGB VII sind Unfälle „zeitlich begrenzte, von außen auf den Körper einwirkende Ereignisse, die zu einem Gesundheitsschaden oder zum Tod führen“. Somit gliedert sich der Unfall im sozialrechtlichen Sinne in drei einzelne Merkmale: das zeitlich begrenzte, von außen auf den Körper einwirkende Unfallereignis, der Gesundheitsschaden bzw. Tod und die kausale Beziehung zwischen den ersten beiden Merkmalen (sog. Haftungsbegründende Kausalität). Auch zwischen den Tatbestandsmerkmalen „versicherte Tätigkeit“ und „Unfall“ wird ein kausaler Zusammenhang gefordert. Für einen Arbeitsunfall ist danach im Regelfall erforderlich, dass die Verrichtung des Arbeitnehmers zur Zeit des Unfalls der versicherten Tätigkeit zuzurechnen ist (innerer bzw. sachlicher Zusammenhang), diese Verrichtung zu dem zeitlich begrenzten, von außen auf den Körper einwirkenden Ereignis (dem Unfallereignis) geführt hat (Unfallkausalität) und das Unfallereignis einen Gesundheitsschaden oder den Tod des Versicherten verursacht hat (haftungsbegründende Kausalität). Als Arbeitsunfall geltende äußere Einwirkungen sind beispielsweise herabstürzende Arbeitsgeräte, Stromschlag oder gefährliche Maschinen im Rahmen der gefahrgeneigten Arbeit, aber auch alltägliche Zwischenfälle wie Stolpern, Ausrutschen und Stürzen. Auch psychische Einwirkungen, wie das Miterleben eines Suizides eines Patienten als Krankenschwester in der geschlossenen Abteilung einer Psychiatrie, können einen Unfall darstellen. Unfälle bei Heimarbeit oder Telearbeit sind Arbeitsunfälle, wenn sie sich im Arbeitsraum der Wohnung ereignen. Nach einem Urteil des BSG vom Juli 2016 hat ein Arbeitnehmer, der von zu Hause aus in einem gesonderten Telearbeitsraum in seiner Wohnung arbeitet und auf dem Weg in die Küche stürzt, nicht die Voraussetzungen für einen Arbeitsunfall erfüllt. Dagegen urteilte das BSG im Dezember 2021, ein Arbeitnehmer, der auf dem morgendlichen erstmaligen Weg vom Bett ins Homeoffice stürzt, sei durch die gesetzliche Unfallversicherung geschützt.
Durch eine gesetzliche Erweiterung des § 8 SGB VII besteht ab dem 18. Juni 2021 auch Versicherungsschutz bei der Ausübung der versicherten Tätigkeit im Haushalt oder an einem anderen Ort sowie der Wege, um Kinder von versicherten Personen in fremder Obhut anzuvertrauen. Der Gesetzgeber hielt insbesondere in Bezug auf innerhäusliche Wege zur Nahrungsaufnahme oder zum Toilettengang während der Arbeitszeit eine Gleichbehandlung beim Versicherungsschutz für geboten. Daher besteht zu Hause dann Versicherungsschutz, wenn gleichartige Tätigkeiten bei Präsenzarbeit im Betrieb versichert wären. Dies gilt aber nicht für Unfälle, die sich bis einschließlich dem 17. Juni 2021 ereignet
haben. Für Versicherungsfälle vor diesem Stichtag verbleibt die Zuständigkeit der gesetzlichen oder privaten Krankenversicherung, da die Vorschrift mangels Rückwirkungsanordnung nicht anwendbar ist und der Tag des Unfalls daher maßgeblich ist.
Vor Inkrafttreten der Erweiterung durch das Betriebsrätemodernisierungsgesetz verlangte das BSG für den Schutz durch die Gesetzliche Unfallversicherung eine typische Homeoffice-Situation, welche voraussetzte, dass der Arbeitnehmer im Rahmen seiner Tätigkeit regelmäßig, d. h. ausschließlich oder alternierend tätig wird und der Arbeitsplatz aufgrund vertraglicher Vereinbarungen dauerhaft eingerichtet ist. Versichert sind innerhäusliche Wege, die in einem engen Zusammenhang mit den beruflichen Aufgaben stehen. Das heißt zum Beispiel: Fällt eine versicherte Person die Treppe hinunter und verletzt sich dabei, weil sie im Erdgeschoss die unterbrochene Internetverbindung überprüfen will, die sie für die dienstliche Kommunikation benötigt, besteht Versicherungsschutz. Auch ein Weg zu einem dienstlich genutzten Drucker ist versichert.
Fällt eine beschäftigte Person hingegen die Treppe hinunter, weil sie eine private Paketsendung entgegennehmen will, wäre dies kein Risiko, gegen das die gesetzliche Unfallversicherung schützt. Denn eigenwirtschaftliche – das heißt private – Tätigkeiten sind auch im Büro grundsätzlich nicht gesetzlich unfallversichert.
Mit der Neuregelung in § 8 Absatz 1 Satz 3 – „Wird die versicherte Tätigkeit im Haushalt der Versicherten oder an einem anderen Ort ausgeübt, besteht Versicherungsschutz in gleichem Umfang wie bei Ausübung der Tätigkeit auf der Unternehmensstätte“.
Durch diese Regelung wurde eine sogenannte Versicherungslücke geschlossen, die sich bei Tätigkeiten gezeigt hat, die von zu Hause aus erbracht wurden. Nach geltendem Recht besteht sowohl im Homeoffice als auch bei sonstiger mobiler Arbeit grundsätzlich der Schutz durch die gesetzliche Unfallversicherung. Der Versicherungsschutz erstreckt sich neben der eigentlichen versicherten Tätigkeit auch auf sogenannte Betriebswege, zum Beispiel den Weg zum Drucker in einem anderen Raum. Dies gilt sowohl auf der Unternehmensstätte als auch bei mobiler Arbeit bzw. im Homeoffice. Die o. g. Lücke gab es dahingegen bei Wegen im eigenen Haushalt zum Holen eines Getränks, zur Nahrungsaufnahme, zum Toilettengang usw. Diese Wege waren nach älterer Rechtsprechung des Bundessozialgerichts auf der Unternehmensstätte versichert, im Homeoffice dagegen nicht. Diese Unterscheidung lässt sich vor dem Hintergrund der zunehmenden Bedeutung mobiler Arbeitsformen nicht aufrechterhalten.[1] Wie bei den bereits anerkannten Wegen zum Drucker ist auch bei den Wegen zum Beispiel zum Holen eines Getränks der Versicherungsschutz in gleichem Umfang wie auf der Unternehmensstätte gerechtfertigt, um Hürden bei der Inanspruchnahme von mobiler Arbeit zu beseitigen. Daher ist eine Gleichbehandlung beim Versicherungsschutz geboten, unabhängig davon, ob die Versicherten die Tätigkeit auf der Unternehmensstätte oder an einem anderen Ort ausüben.
Die neu getroffene Regelung in Absatz 1 Satz 3 beschränkt sich nicht nur auf die Tätigkeit im Homeoffice. Versicherte Tätigkeiten im Haushalt der Arbeitnehmer oder an einem anderen beliebig ausgesuchten Ort der beschäftigten Person verlangt keine Regelungen bezüglich des Zeitraums (Beginn, Dauer) oder dem Umfang, auch eine vertragliche Vereinbarung ist nicht erforderlich.
Die auszuübende Tätigkeit ist nicht beschränkt auf einen speziellen Arbeitsplatz. Die beschäftigte Person entscheidet selbst, wo und wann er seiner versicherten Tätigkeit nachgeht. Hierbei kann es sich um einen für die nachzugehende Tätigkeit unüblichen Ort handeln, welcher auch einem häufigen Wechsel unterliegen kann. Unfallort im Haushalt der Beschäftigten kann sowohl jede Arbeitsecke sein, vor dem Kamin, auf dem Balkon/Garten, im Bett usw. Ein alternativer Ort kann aber auch ein Hotelzimmer, eine Kleingartenparzelle, ein Wohnwagen o. ä. sein.
Nach Absatz 1 Satz 1 steht der im Homeoffice tätige Versicherte bei allen Verrichtungen, die im sachlichen Zusammenhang mit der eigentlich versicherten Tätigkeit stehen, unter dem Unfallversicherungsschutz der gesetzlichen Unfallversicherung. Dabei wird der sachliche Zusammenhang zwischen der grundsätzlich versicherten Tätigkeit und der konkreten Verrichtung zum Unfallzeitpunkt nicht mehr nach dem überwiegenden Nutzungszweck des Unfallortes als Kriterium für die Zuordnung des Unfalls zum privaten oder betrieblichen Risiko, sondern allein nach der objektivierten Handlungstendenz beurteilt. Also danach, ob die zum Unfall führende Verrichtung eine dem Unternehmen dienende Tätigkeit darstellte und diese subjektive Handlungstendenz durch die objektiven Umstände des Einzelfalls bestätigt wird.
Vom Versicherungsschutz erfasst sind alle Tätigkeiten, die in einem unmittelbaren Zusammenhang mit der versicherten Tätigkeit stehen und damit unmittelbarer Bestandteil der versicherten Tätigkeit sind: das Wechseln einer Druckerpatrone, das Waschen der mit Tinte verschmutzten Hände nach dem Patronenwechsel.
Mit der Regelung in § 8 Absatz 2 und der neuen Nummer 2a – „Versicherte Tätigkeiten sind auch das Zurücklegen des unmittelbaren Weges nach und von dem Ort, an dem Kinder von Versicherten nach Nummer 2 Buchstabe a fremder Obhut anvertraut werden, wenn die versicherte Tätigkeit an dem Ort des gemeinsamen Haushalts ausgeübt wird“.
Durch diese Neuregelung wurde der Unfallversicherungsschutz von Personen, die ihre Tätigkeit im Homeoffice ausüben, auf die Wege erstreckt, die sie wegen ihrer Ehegatten oder ihrer Lebenspartner beruflichen Tätigkeit zur außerhäuslichen Betreuung ihrer Kinder zurücklegen. Sie werden damit den Versicherten gleichgestellt, die ihre Tätigkeit auf der Unternehmensstätte oder an einem anderen externen Arbeitsplatz ausüben. Zur Begründung hatte der Gesetzgeber seinerzeit ausgeführt: „Mehr und mehr ist jedoch die Wirtschaft auch auf die Mitarbeit von Frauen angewiesen, die nur berufstätig sein können, wenn ihre Kinder während der Arbeitszeit versorgt sind. Man kann deshalb davon ausgehen, dass stets ein betriebliches Interesse an der anderweitigen Unterbringung der Kinder besteht, um die berufliche Tätigkeit der Versicherten zu ermöglichen, auch wenn der Unternehmer dabei nicht in irgendeiner Weise behilflich ist.“
Unfälle beim Betriebssport sind Arbeitsunfälle, wenn durch den Betriebssport ein Ausgleich zur einseitigen Arbeitsbelastung geschaffen werden soll, er überwiegend von Mitarbeitern als Teilnehmer ausgeübt wird und betriebsbezogen organisiert ist.
Ein Arbeitsunfall liegt nicht bei inneren Ursachen vor (etwa epileptischer Anfall, Herzinfarkt) oder bei absichtlicher Eigenverletzung. Auch Unfälle während einer eigenwirtschaftlichen Tätigkeit im Rahmen der Arbeitszeit (Essen und Trinken in der Kantine oder Verrichten der Notdurft) sind keine Arbeitsunfälle. Wer während der Arbeitszeit im Rahmen einer „unerheblichen Unterbrechung“ privat telefoniert und sich dabei verletzt, erleidet ebenfalls keinen Arbeitsunfall und verliert seinen Versicherungsschutz. Eine privaten Zwecken dienende „unerhebliche Unterbrechung“, während der der Versicherungsschutz fortbesteht, liegt vor, wenn die Unterbrechung zeitlich und räumlich nur ganz geringfügig ist und einer Verrichtung dient, die „im Vorbeigehen“ und „ganz nebenher“ erledigt wird. Sie darf nur zu einer geringfügigen, tatsächlichen Unterbrechung der versicherten Tätigkeit führen. Letztlich handelt es sich um Fallgestaltungen, in denen die versicherte Verrichtung und die private Verrichtung als tatsächliches Geschehen nur sehr schwer voneinander zu trennen sind.

### Rechtsfragen
Die rechtliche Prüfung eines Versicherungsfalles ist gemäß § 8 SGB VII wie folgt aufzubauen:
- Zunächst muss eine versicherte Tätigkeit vorliegen. Das ist nicht nur die berufliche Tätigkeit selbst, sondern auch das Zurücklegen des mit der versicherten Tätigkeit zusammenhängenden unmittelbaren Arbeitsweges nach und von dem Ort der Tätigkeit (Wegeunfall). Näheres ist den §§ 2, 3 und 6 SGB VII zu entnehmen (Versicherung kraft Gesetzes, kraft Satzung oder freiwillige Versicherung); so gehören z. B. auch Schüler, Studenten und Auszubildende sowie Nothelfer oder Blut-/Organspender zum versicherten Personenkreis.
- Weiterhin muss eine „konkrete Verrichtung“ im Rahmen der versicherten Tätigkeit vorliegen.
- Zwischen der versicherten Tätigkeit und dem Unfall muss ein innerer sachlicher Zusammenhang bestehen. Dabei sind die eigenwirtschaftliche und die betriebliche Gefahr voneinander zu trennen. Die ausgeübte Tätigkeit muss bei wertender Betrachtung dem versicherten Tätigkeitsbereich zuzurechnen sein, wobei es auf die Vorstellung des Versicherten, sein Tätigwerden diene der versicherten Tätigkeit, ankommen soll. Der innere Zusammenhang entfällt bei der sogenannten selbstgeschaffenen Gefahr, wenn der Versicherte sich in einem solchen Maße vernunftwidrig verhält (z. B. überhöhter Promillewert), dass die betriebsbedingten Umstände ganz zurücktreten und keine wesentliche Ursache mehr für den Unfall darstellen. Allerdings schließt verbotswidriges Handeln nicht per se die Annahme eines Arbeitsunfalles aus (vgl. § 7 Abs. 2 SGB VII).
- Es muss zu einem Unfall gekommen sein: Ein zeitlich begrenztes, von außen auf den Körper einwirkendes Ereignis, das zu einem Gesundheitsschaden oder zum Tod führt. Zeitlich begrenzt bedeutet, dass es innerhalb einer Arbeitsschicht eingetreten ist. Diese Regelung sorgt für eine Abgrenzung zur Berufskrankheit, welche ebenfalls in die Entschädigungspflicht der gesetzlichen Unfallversicherung fällt. Es ist jedoch in jedem Falle eine Beurteilung des Einzelfalles vorzunehmen.
- Die versicherte Tätigkeit muss für den Unfall ursächlich gewesen sein (Unfallkausalität) im Sinne der Lehre des rechtlich-wesentlichen Ursachenzusammenhangs, der im Sozialrecht vorherrschend ist: Eine Bedingung ist wesentlich in diesem Sinne, wenn ihr nach der Anschauung des täglichen Lebens wegen ihrer besonderen Beziehung zum Erfolg eine wesentliche Bedeutung für dessen Eintritt zukommt. Ein Gegenbeispiel hierfür ist z. B. die sog. „innere Ursache“ (Herzinfarkt, Vorerkrankungen pp.).
- Es muss ein Gesundheitsschaden vorliegen (regelwidriger Körper- oder Geisteszustand). Dem Körperschaden gleichgestellt ist nach § 8 Abs. 3 SGB VII die Beschädigung eines Hilfsmittels (Brille, Prothese). Dieses Hilfsmittel muss allerdings für seinen herkömmlich bestimmten Gebrauch verwendet werden (z. B. die Brille muss auf der Nase sitzen und darf nicht am Hemdkragen eingehängt sein; Prothese z. B. am Arm oder Bein und nicht auf einer Bank liegend), sonst werden keine Entschädigungsleistungen erbracht. Eine Besonderheit ist, dass auch Sachschäden zu ersetzen sind, wenn es sich um einen anzuerkennenden Unfall als sog. Hilfeleistender handelt (vgl. § 13 SGB VII) und der Sachschaden in ursächlichem Zusammenhang mit dem Unfallereignis eingetreten ist.
- Das zeitlich begrenzte, von außen auf den Körper einwirkende Ereignis muss eine wesentliche (Teil-)Ursache für den Gesundheitsschaden oder Tod sein (haftungsbegründende Kausalität).
- Der eingetretene Gesundheitsschaden muss zudem die rechtlich wesentliche Ursache für den Eintritt und das Ausmaß der zu leistenden Geld- und Sachleistungen darstellen (haftungsausfüllende Kausalität).
- Der Umfang des Anspruchs (der Leistungen) orientiert sich regelmäßig am eingetretenen Schaden. Ziel ist, den Zustand wiederherzustellen, der vor dem Unfallereignis vorlag (Naturalrestitution als Form des Schadenersatzes). Dies beinhaltet daher sowohl die Gesundheitsschäden als auch die Vermögensschäden (vom Verletztengeld bis hin zur Verletzten- oder Hinterbliebenenrente).
- Keine Voraussetzung ist, dass der Beitrag zur gesetzlichen Unfallversicherung entrichtet wurde. Selbst dann, wenn das beitragspflichtige Unternehmen im Zeitpunkt des Unfallereignisses nicht bei dem zuständigen Unfallversicherungsträger registriert war, ist er zur Entschädigung verpflichtet, wenn die o. g. Voraussetzungen für einen Arbeits-/Wegeunfall oder eine Berufskrankheit vorliegen.

Liegt ein Arbeitsunfall in vorgenanntem Sinne vor, so ist die gesetzliche Krankenversicherung von ihrer Leistungspflicht befreit; es bestehen keine Ansprüche gegenüber der Krankenkasse (§ 11 Abs. 5 SGB V).

### Versicherungsfall der Leibesfrucht
Auch das ungeborene Kind steht unter dem Versicherungsschutz der gesetzlichen Unfallversicherung, wenn es durch einen Versicherungsfall der Mutter geschädigt wird. Die rechtliche Grundlage hierfür bietet § 12 SGB VII. Grund für die damalige Einführung war, dass es dem Ungeborenen gegenüber nicht gerechtfertigt war im Sinne des Gleichbehandlungsgrundsatzes, diesen vom Versicherungsschutz auszuschließen, wenn Mutter und ungeborenes Kind der gleichen Gefahrenlage ausgesetzt waren im Betrieb. Voraussetzung zur Anerkennung eines Versicherungsfalls der Leibesfrucht ist, dass die Schädigung des Nasciturus rechtlich wesentlich auf den Versicherungsfall der Mutter zurückzuführen und dass dieser während der Schwangerschaft eingetreten sein muss. Das bedeutet, dass eine Berufskrankheit der Mutter, wie etwa eine Hepatitis nach der BK-Nummer 3101, die vor der Schwangerschaft bestand und anschließend das ungeborene Kind schädigt, keinen Versicherungsfall der Leibesfrucht auslöst.
Sofern ein Versicherungsfall vorliegt, stehen dem geschädigten Kind die gleichen Leistungen zu wie der Mutter (Heilbehandlung, Verletztenrente, Teilhabeleistungen). Ein Anspruch auf Verletztengeld besteht im Unterschied zur Mutter hingegen nicht, da naturgemäß zuvor kein Arbeitsentgelt bezogen wurde. Zuständig ist ebenfalls der Unfallversicherungsträger, der für die Mutter zuständig wäre.

### Der Wegeunfall
Nicht nur die eigentliche Berufstätigkeit, sondern auch der Weg zur Arbeit und wieder nach Hause wird in Deutschland als versicherte Tätigkeit anerkannt. Ein Unfall im Zusammenhang mit einem Weg wird auch als Wegeunfall bezeichnet. Ein Wegeunfall liegt nur dann vor, wenn der unmittelbare Weg zur Arbeitsstätte gewählt wurde. Dies muss nicht immer der kürzeste Weg sein, wenn ein anderer Weg schneller, sicherer oder verkehrsgünstiger ist.
Eine Unterbrechung oder ein Umweg des Weges schließt in der Regel einen Wegeunfall aus. Unterbrechungen führen in der Regel nur dann nicht zum Entfallen des Unfallversicherungsschutzes, wenn sie „im Vorbeigehen“ oder „ganz nebenbei“ erledigt werden können und deshalb eine geringfügige Unterbrechung des Arbeitsweges darstellen. So steht nach einer Entscheidung des Bundessozialgerichts (BSG) zum Beispiel bereits nicht mehr unter dem Schutz der Unfallversicherung, wer auf dem Weg von der Arbeit nach Hause einen Umweg von 100 Metern macht, um z. B. Geld vom Automaten abzuheben. In Abgrenzung dazu hat das BSG aber entschieden, dass eine private Unterbrechung, bei der das Fahrzeug zum Zweck einer privaten Verrichtung verlassen wurde (Briefeinwurf in einen Postkasten) keine geringfügige Unterbrechung ist und der Versicherungsschutz aus der gesetzlichen Unfallversicherung deshalb entfällt. Bei einer Wegeunterbrechung von weniger als zwei Stunden kann der Versicherungsschutz bei Wiederaufnahme des Weges hin zum versicherten Ziel wieder aufleben. Ab einer Unterbrechung von zwei Stunden kann ein Weg zu oder von einem sogenannten dritten Ort vorliegen. Fahrgemeinschaften stehen in der Regel ebenso unter Versicherungsschutz (da sie eine betriebliche Ursache haben) wie etwa ein Umweg, der dazu genutzt wird, wegen der versicherten Tätigkeit im Haushalt des Versicherten wohnende Kinder in fremde Obhut zu überbringen (vgl. § 8 Abs. 2 SGB VII). Demgegenüber besteht keinerlei Versicherungsschutz beim sogenannten Abweg.
Die Abgrenzung zwischen privatem (unversichertem) und beruflichem (versichertem) Bereich kann also problematisch sein: So sind z. B. die Folgen eines Sturzes durch eine verglaste Wohnungstür mit Unfallfolgen, die durch den Aufprall im (unversicherten) privaten Bereich eintreten, nicht versichert, denn die Wohnungstür (das kann auch das Garagentor einer mit dem Wohnhaus verbundenen Garage sein) ist die Grenze, an der der versicherte Weg in den unversicherten privaten Bereich übergeht.
Seit Jahren streben Arbeitgeberverbände aus Gründen der erheblichen Minderung ihrer Beitragsanteile zur Unfallversicherung an, generell Wegeunfälle nicht mehr als Arbeitsunfälle gelten zu lassen. In manchen Branchen waren fast die Hälfte aller Unfälle mit tödlichem Ausgang Wegeunfälle.

### Haftungsprivileg des Unternehmers und der Arbeitskollegen
Grundsätzlich haftet der Verursacher eines Gesundheits-/Vermögens- und/oder Sachschadens nach den einschlägigen Vorschriften des Zivilrechts selbst.
In der gesetzlichen Unfallversicherung haftet der Unternehmer jedoch für Personenschäden, die seinen Beschäftigten durch einen Arbeits- (auch Berufskrankheit) oder Wegeunfall entstanden sind, nur, wenn er den Arbeitsunfall vorsätzlich oder den Wegeunfall vorsätzlich oder fahrlässig herbeigeführt hat (§ 104 Absatz 1 SGB VII) – Beispiel: Arbeitgeber stößt Arbeitnehmer von einer Arbeitsrampe. Die gleichen Haftungsbeschränkungen gelten für Arbeitskollegen desselben Betriebs (§ 105 Absatz 1 SGB VII) – Beispiel: Prügelei aus betrieblichem Anlass.
Die zivilrechtliche Haftung wird kraft Gesetzes – also ohne Zutun der Beteiligten – abgelöst durch die öffentlich-rechtliche Haftung des jeweils zuständigen Versicherungsträgers. Das ist das „Privileg“ des Arbeitgebers, welchem im Gegenzug die Verpflichtung zur Entrichtung der entsprechenden Beiträge (Umlage) zu der für ihn jeweils zuständigen Berufsgenossenschaft gegenübersteht. Die Nichtzahlung der Beiträge schließt den Versicherungsschutz allerdings nicht aus, der Unfallversicherungsträger tritt – bei Erfüllen der gesetzlichen Voraussetzungen für den Versicherungsfall – immer ein. Dies gilt sogar dann, wenn der Unfall (zunächst) einem unzuständigen Träger gemeldet wird – der Ausgleich findet dann im Innenverhältnis zwischen dem unzuständigen und dem zuständigen Leistungsträger statt (geregelt im SGB X).
Diese Haftungsbeschränkungen sollen dem Geschädigten dienen und auch den „Betriebsfrieden“ sicherstellen.
Das Haftungsprivileg gilt jedoch grundsätzlich nicht für erlittene Sachschäden, es sei denn, es handelt sich um einen Fall des § 13 SGB VII, wenn also beispielsweise einem Hilfeleistenden bei seiner versicherten Hilfeleistung ein Sachschaden (Kleidung, Auto …) widerfährt.

### Statistik
Weltweit ereignen sich jährlich etwa 340 Millionen Arbeitsunfälle; etwa 160 Millionen Menschen erkranken berufsbedingt.
2023 ereigneten sich in Deutschland rund 780.000 Arbeitsunfälle, davon 381 tödliche (zum Vergleich 2009: 975.000 Arbeitsunfälle, davon 622 tödliche).
Insgesamt gibt die Deutsche Gesetzliche Unfallversicherung 11 Milliarden Euro jährlich für Entschädigungsleistungen aus. Darunter werden allein 5 Milliarden für Heilbehandlungen und stationäre Rehabilitationen ausgegeben.

### Mittelbare Folgen eines Versicherungsfalls
In der gesetzlichen Unfallversicherung sind Gesundheitsschäden auch als Folgen eines Versicherungsfalls zu entschädigen, wenn sie bei
- der Durchführung einer Heilbehandlung, von Leistungen zur Teilhabe am Arbeitsleben oder einer Maßnahme nach § 3 der Berufskrankheiten-Verordnung,
- der Wiederherstellung oder Erneuerung eines Hilfsmittels oder
- einer zur Aufklärung des Sachverhalts eines Versicherungsfalls angeordneten Untersuchung

eintreten. Gleiches gilt für dafür notwendige Wege oder angeordnete vorbereitende Maßnahmen (§ 11 SGB VII).

## Österreich
Ein Arbeitsunfall liegt in Österreich vor, wenn jemand im Zuge seiner beruflichen Tätigkeit einen Unfall erleidet. Ähnlich wie in Deutschland zählt auch ein Unfall von und zur Arbeitsstätte als Wegunfall. Die Unterscheidung zu einem Freizeitunfall liegt vor allem in einer differenzierten Behandlung bezüglich Versicherungsleistungen. Während ein Freizeitunfallopfer üblicherweise von der zuständigen Krankenkasse betreut und entschädigt wird, werden die Leistungen bei einem Arbeitsunfall von der sozialen Unfallversicherung (z. B. Allgemeinen Unfallversicherungsanstalt) beglichen. Diese Unfallversicherung hat neben der Versicherungsaufgabe auch Präventivmaßnahmen zu treffen, um Arbeitsunfälle zu verhindern.
Ein weiterer Unterschied liegt auch in Bezug auf Dauerschäden oder bei Invalidität als Folge des Arbeitsunfalls vor. So werden von der Unfallversicherung Unfallrenten gezahlt oder Umschulungsmaßnahmen für einen anderen Beruf durchgeführt. Finanziert wird die Unfallversicherung durch einen Beitrag der Arbeitgeber in der Höhe von bis zu zwei Prozent des Bruttogehalts. Eine Ausnahme stellen Mitglieder von Freiwilligen Feuerwehren dar. Unfälle im Feuerwehrdienst sind Arbeitsunfällen gleichgestellt, obwohl Feuerwehrleute keine Dienstnehmer im rechtlichen Sinn sind.
Nach § 1154b ABGB behält ein Arbeitnehmer seinen Anspruch auf das Entgelt, wenn er nach Antritt des Dienstes durch Krankheit oder Unglücksfall an der Dienstleistung verhindert ist, ohne dies vorsätzlich oder durch grobe Fahrlässigkeit verschuldet zu haben.

## Schweiz
In der Schweiz heißt der Arbeitsunfall auch Berufsunfall. Gemäß Art. 328 Abs. 2 OR hat der Arbeitgeber zum Schutz von Leben, Gesundheit und persönlicher Integrität der Arbeitnehmerinnen und Arbeitnehmer die Maßnahmen zu treffen, die nach der Erfahrung notwendig, nach dem Stand der Technik anwendbar und den Verhältnissen des Betriebes oder Haushaltes angemessen sind, soweit es mit Rücksicht auf das einzelne Arbeitsverhältnis und die Natur der Arbeitsleistung ihm billigerweise zugemutet werden kann. Als mögliche Leistungsträger kommen Unfallversicherer, Arbeitgeber und/oder Betriebshaftpflichtversicherer, Zusatzversicherer des Arbeitgebers und/oder des Verunfallten, Alters- und Hinterbliebenenversicherer, Invalidenversicherer, Vorsorgeversicherer, Drittschädiger und/oder Haftpflichtversicherer (etwa der Geschäftsherr gemäß Art. 55 OR) in Betracht. Als Berufsunfälle gelten jene, die sich bei Arbeiten ereignen, die auf Anordnung des Arbeitgebers oder in dessen Interessen ausgeführt werden. Als Nichtberufsunfälle gelten demzufolge alle anderen Unfälle, nämlich auf dem Arbeitsweg, Sportunfälle oder Unfälle in der Freizeit.

## Frankreich

### Definition
In Frankreich ist der Arbeitsunfall (französisch accident du travail) in art. L. 411-1 C. séc. soc. legaldefiniert. Danach ist ein Arbeitsunfall jener, den ein Angestellter oder Arbeiter durch oder während der Arbeit (d. h. während der Weisungsgebundenheit) für einen Arbeitgeber oder Firmenchef erlitten hat.
Erfolgt der Unfall zwar nicht während der Arbeitszeit, wohl aber am Arbeitsplatz, wird ein Arbeitsunfall vermutet.
Der Arbeitsunfall wird durch die Voraussetzung des plötzlichen Eintritts der Verletzung von der Berufskrankheit abgegrenzt. Er kann durch ein bestimmtes Ereignis oder mehrere zeitlich bestimmbare Ereignisse hervorgerufen werden. Auch psychologische Schäden sind inbegriffen.

#### Suspension
Während der Genesungszeit des Arbeitnehmers ist das Arbeitsverhältnis suspendiert (französisch suspension du contrat de travail pendant l’arrêt de travail), art. L. 1226-7, al. 1 C. trav. Danach wird es unter Beibehaltung des Lohns wieder in Vollzug gesetzt, art. L. 1226-8, al. 1 C. trav.

#### Schutznormen
Die Zeit des suspendierten Arbeitsverhältnisses wird gem. art. L. 1226-7, al. 3 C. trav. in die Berechnung der Betriebszugehörigkeit des Arbeitnehmers eingerechnet, sodass die davon abhängigen gesetzlichen oder vertraglichen Vorteile nicht beschnitten werden. Die Folgen des Arbeitsunfalls dürfen zudem nicht zu einer Verzögerung von Beförderung oder sonstigem Aufstieg des Arbeitnehmers im Betrieb führen, art. L. 1226-8, al. 2 C. trav.
Während der Suspension genießt der Arbeitnehmer einen gem. art. L. 1226-9 C. trav. Sonderkündigungsschutz und darf nur ausnahmsweise wegen grober Verfehlungen oder wegen Unmöglichkeit, das Arbeitsverhältnis aufrechtzuerhalten, gekündigt werden. Verstößt der Arbeitgeber dagegen, ist die Kündigung gem. art. L. 1226-13, art. L. 1266-9, Article L. 1235-3-1, al. 1, phr. 1; al. 8 (°6) C. trav. unwirksam (nullité).

#### Ansprüche des Arbeitnehmers bei Verstößen
Der während der Suspensionszeit unrechtmäßig gekündigte Arbeitnehmer hat dann gem. Article L. 1235-3-1, al. 1, phr. 2 C. trav. wahlweise Anspruch auf Wiedereinstellung oder auf Schadensersatz in Höhe von mindestens sechs Monatsgehältern. In beiden Fällen bleibt gem. Article L. 1235-3-1, al. 9 C. trav. der Anspruch auf das Gehalt, welches er in der Zeit der unwirksamen Kündigung erhalten hätte, davon unberührt. Das Schutzniveau entspricht damit jenem des besonderen Kündigungsschutzes der Schwangeren in der relativen Schutzperiode.
Verletzt der Arbeitgeber seine Wiedereingliederungspflicht, indem er das Arbeitsverhältnis am Ende der Suspensionszeit nicht wieder in Vollzug setzt (art. L. 1226-8, al. 1 C. trav.), kann ihm die Wiedereingliederung nicht aufgezwungen werden; er muss in diesem Fall dem Arbeitnehmer aber eine Schadensersatzzahlung in Höhe der letzten sechs Monatsgehälter zahlen, art. L. 1226-15, al. 1 C. trav.